# Vizconde de Lascano Tegui
Vizconde de Lascano Tegui (* 1887 in Concepción del Uruguay; † 1966 in Buenos Aires) war ein argentinischer Diplomat und Schriftsteller, der oft mit Jorge Luis Borges verglichen wird. Aufgrund der wenigen und teilweise widersprüchlichen Angaben zu seiner Person gilt er als rätselhafter geheimnisumwitterter Exzentriker, der sich zum Beispiel selbst zum Vizconde, zum Burggrafen, ernannte.
Eine Zeit lang war es sogar fraglich, ob es ihn tatsächlich gegeben hat, oder ob er die Kunstfigur eines anderen Autors war, der unter diesem Namen Bücher schrieb. Mittlerweile ist dies allerdings unstrittig. Seit der Wiederentdeckung seiner Bücher Familienalbum und Von der Anmut im Schlafe und den Nachforschungen des Übersetzers Walter Boehlich und vor allem von Dietrich Lückoff (1957–2014) weiß man mittlerweile einiges über seinen Lebenslauf.

## Leben
Lascano wurde als Emilio Lascanótegui geboren; sein Vater war Argentinier baskischer Abstammung, seine Mutter stammte aus Uruguay. Seine Kindheit verbrachte er in San Telmo, dem ältesten Viertel von Buenos Aires. Er behauptete, dass er in Buenos Aires Jura studierte, unternahm 1908/09 eine lange Reise durch Europa und Nordafrika, angeblich für den Weltpostverein. In derselben Zeit arbeitete als Übersetzer und Journalist und engagierte sich als Redner für die Partido Radical und veröffentlichte zwei Gedichtbände.
1914 wanderte er nach Frankreich aus und studierte in Paris Zahntechnik und arbeitete dann hauptberuflich als Zahnarzt. Er schrieb Reportagen und Essays für argentinische Zeitungen. 1923 trat er in den diplomatischen Dienst seines Landes ein. 1936 verließ er Frankreich, um bis 1944 die Konsulate in Caracas und Los Angeles zu leiten. Zurück in Argentinien, schrieb er für ein Comic-Magazin Stories. Hier war er auch Mitglied der Proa – einer argentinischen Schriftstellergruppe.
Als er 1966 starb, hinterließ er 12 Bücher, zahllose Artikel und einen großen, ungedruckten, mittlerweile verschollenen Nachlass.

## Werke
- La sombra de la Empusa. París, 1910.
- El árbol que canta… Tierras de Marco Polo, Buenos Aires 1912.
- Album de familia.
  - deutsch: Familienalbum mit Bildnissen von Unbekannten. Übersetzt von Christian Hansen, mit einem Nachwort von Dietrich Lückoff. Zsolnay, Wien 2000, ISBN 3-552-04970-3.
- De la elegancia mientras se duerme. 1925.
  - deutsch: Von der Anmut im Schlafe: intimes Tagebuch. Übersetzt von Walter Boehlich. Friedenauer, Berlin 1995, ISBN 3-921592-92-5.
- Muchacho de San Telmo. Guillermo Kraft, Buenos Aires 1944.